# Наукова бібліотека Чернівецького національного університету імені Юрія Федьковича
Наукова бібліотека Чернівецького національного університету імені Юрія Федьковича — провідний навчальний, науковий, інформаційний та культурно-просвітницький структурний підрозділ університету.

## Історія створення бібліотеки

### Крайова публічна бібліотека Буковини
Перша бібліотека Буковини була створена коштом меценатів за ініціативою поміщика села Вікно (теперішнього Заставнівського району Чернівецької області) Михая Зотти.
Серед вкладників був і Карл фон Мікулі, відомий піаніст, учень Фредеріка Шопена та майбутній директор Львівської консерваторії (передав усю виручку (1030 флоринів) від своїх зимових концертів 1850-1851 рр.).

Фотографія бібліотечного комплексу з правої сторони

Відкриття бібліотеки відбулося 29 вересня 1852 р. Бібліотека розмістилася у невеличкому приміщенні на вулиці Панській, 41 (тепер Кобилянської). 

10 листопада 1852 р. фонд бібліотеки налічував 471 примірник книг, а станом на 1 січня 1853 р. — 543 примірники книг та 20 підшивок періодичних видань. У бібліотеці майже не було книг українською мовою, за винятком 30 примірників, які подарував професор Львівського університету, письменник Яків Головацький.

Обслуговування читачів велося двічі на тиждень ентузіастами бібліотечної справи на громадських засадах, а пізніше, із збільшенням фондів, з'явилися штатні бібліотекарі.

Першим директором бібліотеки 1861 став Євсебій Попович.

### Університетська бібліотека (австрійський період)

Читальний зал на першому поверсі

В 1875 р. Крайова публічна бібліотека Буковини стала університетською. Все майно бібліотеки було передано університету. За інвентарним обліком фонд нараховував 15544 примірники. 

Бібліотека переїхала в теперішнє приміщення «першого» корпусу університету по вул. Університетській.

Залишив свій слід в історії бібліотеки і перший ректор Чернівецького університету Костянтин Томащук. Завдяки подарункові його вдови утворено окремий відділ фонду під номером 91 «'Бібліотека Томащука», який налічує 2249 томів, 81 підшивку й 51 таблицю.

У 1875-1900 рр. бібліотека щорічно обслуговувала від 3 до 4 тис. відвідувачів, у користуванні було 14-15 тис. книг. 

У 1906 р. за користування книгозбірнею запроваджено плату: студенти — австрійські піддані платили за семестр по 1-й кроні, студенти-іноземці — 2-і крони. В цей час з'являється ще одне джерело поповнення фондів бібліотеки — університетська друкарня. Значна кількість наукових та науково-методичних праць викладачів чернівецьких реальних шкіл, гімназій та університету займали гідне місце на полицях книгозбірні. Серед них варті уваги праці видатних істориків, Раймунда Фрідріха Кайндля, Йоганна Полека, Фердінанда Ціґлауера, знавців слов'янської філології Омеляна Калужняцького, Степана Смаль-Стоцького, румунського мовознавця Секстіла Пушкаріу, австро-румунського історика Даніеля Веренка, математика Ганса Гана, правознавця Євгена Ерліха та багатьох інших відомих науковців.

З 18 червня 1916 р. до 2 серпня 1917 р. (часу перебування тут втретє російських військ) бібліотека була опечатана. Віденські урядовці планували перевезти бібліотеку з Чернівців до Зальцбурга, або у Відень, Оломоуц чи Прагу, але швидкий розпад Габсбурзької монархії перешкодив реалізації цього плану.

### Університетська бібліотека (румунський період)
Включення Буковини до складу Румунії у 1918 р. потягнуло за собою запровадження румунської мови викладання у Чернівецькому університеті. Станом на 1937 р.(передостанні роки румунської влади) університетська бібліотека нараховувала 450632 томи, з яких 166417 (37 %) були румунською мовою. Румунська влада також подбала про спорудження нового приміщення бібліотеки та архіву університету. За проектом будівля зводилася в неокласичному стилі й мала три поверхи та семиповерхове книгосховище, утворюючи в плані літеру «Т». Станом на початок вересня 1939 р. зведено стіни приміщення та вкрито дах, 2 вересня 1939 р. здійснили тимчасовий прийом робіт. Внутрішні роботи відкладалися лише через брак коштів і до 1940 так і не були завершені.

### Університетська бібліотека (радянський період)
Після звільнення Буковини радянською армією, Румунський університет перейменовано на Чернівецький державний університет. Запроваджено українську мову в науковій та викладацькій діяльності, бібліотека почала активно наповнюватися різноманітною літературою, в тому числі і працями з філософії марксизм-ленінізму. В ці часи, бібліотека дбайливо зберігала набутий фонд та активно його доповнювала.
У 1954-1956 роках було здійснено переселення бібліотеки з «першого» корпусу університету (вул. Університетська, 28) в нове приміщення бібліотеки (вул. Лесі Українки, 23).

### Університетська бібліотека (український період)

#### Структура бібліотеки
Структура бібліотеки складається з 12 відділів: 

науково-методичний, комплектування, наукової обробки літератури, зберігання вітчизняних видань, зберігання зарубіжних видань, інформаційно-бібліографічний, цінних та рідкісних книг, читальних залів, абонементів, галузевий, культурно-просвітницької роботи, інформаційних технологій.

Штат бібліотеки налічує 92 особи, з них: 78 бібліотечних працівників, 14 — техперсонал.

#### Організація обслуговування
Бібліотечне обслуговування здійснюється чотирма абонементами і вісьмома читальними залами.
Бібліотека працює з понеділка по п'ятницю (в суботу тільки читальні зали), кожний підрозділ має індивідуальний графік роботи (в основному з 9.00 до 18.00, читальні зали до 20.00). Графік роботи змінюється на період канікул. 

Щороку структурні підрозділи наукової бібліотеки обслуговують в середньому 37 тис. відвідувачів.

Бібліотекою користуються не лише студенти, викладачі та співробітники Чернівецького національного університету, а й сторонні до університету користувачі. Щорічно біля 400 студентів та науковців з України, Австрії, Польщі, Румунії, США, Угорщини, Чехії та інших країн мають змогу користуватись багатими фондами книгозбірні 

Читальний зал на другому поверсі

#### Фонди бібліотеки

##### Загальні фонди бібліотеки
Загальний фонд бібліотеки нараховує понад 2,6 млн примірників. Серед них: понад 1,1 млн примірників наукової літератури, 171 тис. підручників та навчальних посібників, 648 тис. примірників журналів, 96 тис. примірників художньої літератури. Фонд зарубіжних видань налічує близько 400 тис. творів німецькою, румунською, російською, англійською, латинською, польською, старогрецькою, французькою та іншими мовами. Щорічно до фонду бібліотеки надходить близько 22 тис. примірників документів.

До послуг користувачів бібліотеки також електронні ресурси
 — аналітичні бази даних, колекції повнотекстових підручників, монографій, журналів тощо.

##### Спеціальні фонди бібліотеки
Бібліотека підтримує ініціативу відкритого доступу до Знань через розвиток відкритих електронних архівів (інституційних репозитаріїв), з цією метою організовується робота по формуванні інституційного репозитарію Чернівецького національного університету ім. Ю. Федьковича — ARRChNU (Academic Research Repository at the ChNU)
.

Відділ рідкісних та цінних книг Наукової бібліотеки Чернівецького національного університету імені Юрія Федьковича організовано у вересні 1986 року. 

У фонді рідкісних та цінних видань зберігається близько 70 тис. примірників: інкунабули, палеотипи, вітчизняні та іноземні стародруки, особисті архіви В. Сімовича — професора Львівського університету, Є. Козака – професора Чернівецького університету, К. Райфенкугеля — директора бібліотеки Чернівецького університету, колекції Томащука — першого ректора Чернівецького університету, В. Сімовича, І. Карбулицького, І. Співака та ін. У цьому фонді зберігаються також книжкові колекції Марії-Луізи, дружини Наполеона I, цісаря Франца-Йозефа I, професорів університету С. Смаль-Стоцького, Іона Сбієри та інших.
У 2002 році «Фонд рукописів, стародруків, рідкісних видань» та фонд «Буковінензія»
Наукової бібліотеки Чернівецького національного університету імені Юрія Федьковича визнано науковим об'єктом, що становить національне надбання

«Професорський» читальний зал

##### Каталоги бібліотеки
Наукова бібліотека має алфавітний, систематичний, службовий каталоги та алфавітний і систематичний каталоги іноземних видань, бібліографічні картотеки — головну довідкову, краєзнавчу, картотеку праць викладачів та ін. З 2002 року формується електронний каталог, який налічує близько 300 тис. записів.

##### Заходи бібліотеки
Бібліотека проводить роботу по формуванню власних електронних повнотекстових ресурсів, в першу чергу оцифровка першої україномовної газети краю «Буковина» (виходила з 1885 р.) та упорядкування колекції наукових вісників Чернівецького національного університету 

Наукова бібліотека бере участь в загальноуніверситетських заходах, різноманітних проектах –"Електронна бібліотека України: створення Центрів знань в університетах України" 

, «Інформаційний центр Європейського Союзу» 

Інформаційний стенд «Україна — НАТО»
 тощо.

До ювілейних та пам'ятних дат, тематичних заходів бібліотекою організовуються книжкові виставки, деякі з них пропонуються в мережі Інтернет

.

##### Книжковий обмін
Наукова бібліотека здійснює книжковий обмін з бібліотеками 24-х країн світу, зокрема Російської Федерації, Молдови, Казахстану, Білорусі, Румунії, Польщі, Австрії, США, Англії, Канади, а також з багатьма вузівськими бібліотеками України.

## Адреса бібліотеки
Головний корпус бібліотеки — 58000, м. Чернівці, вул. Лесі Українки, 23.

Галузевий відділ (абонемент № 1, читальний зал) — 58022, м. Чернівці, вул. Стасюка, 4-в.

## Чільні працівники бібліотеки
- Директор, кандидат філологічних наук: Зушман Михайло Богданович
- Заступник директора з питань інформаційних технологій: Шилюк Олег Іванович
- Заступник директора з наукової роботи: Загородна Настасія Миколаївна
- Заступник директора з внутрішньої роботи: Кожукар Георгій Васильович

## Працівники бібліотеки різних років
Значний внесок у розвиток бібліотеки вклали працівники бібліотеки різних років:

Акімова Ж. П., Антонова Т. І., Балінська С. С., Бойко В. А., Бойко І. С., Борисяк Л. П., Бунчук О. С., Бусигіна Н. Д., Ворнік Л. Д., Галімова Т. Ф., Грималюк Н. В., Гоменко Ю. С., Гончаренко А. К., Дячук М. П., Єфремова Є. І., Жарких З. О., Загородна Н. М., Іванова З. М., Івашкевич З. А., Карпенко І. О., Кисельова Т. А., Книшук Н. І., Кожукар Г. В., Корнєєва Л. У., Корольова Т. М., Кошова К. К., Криленко В. І., Кужільна О. П., Курилюк О. А., Ленюк Л. С., Литвинчук Н. П., Лунгу В. В., Мазуркевич Г. М., Майборода О. І., Марчук О. П., Матлак О. І., Мельничук Н. М., Мещерякова Л. С., Михайлова Г. П., Мурашевич Т. Д., Незвещук Т. В., Ніколаєва П. І., Ніколаєва Т. Є., Осецька Л. П., Павельчук Ю. П., Пелепко Н. В., Писаренко Л. М., Погодіна Г. К., Половецька Г. П., Порайко Л. І., Рабінович М. Я., Решетник Х. Й., Сарафінчан Л. І., Степанова Н. О., Суслова Т. І., Ткач Л. Р., Тотоєску Г. А., Туркевич Л. А., Чайка С. П., Чебан Г. І., Череватенко З. П., Югансон Н. Е. та ін.

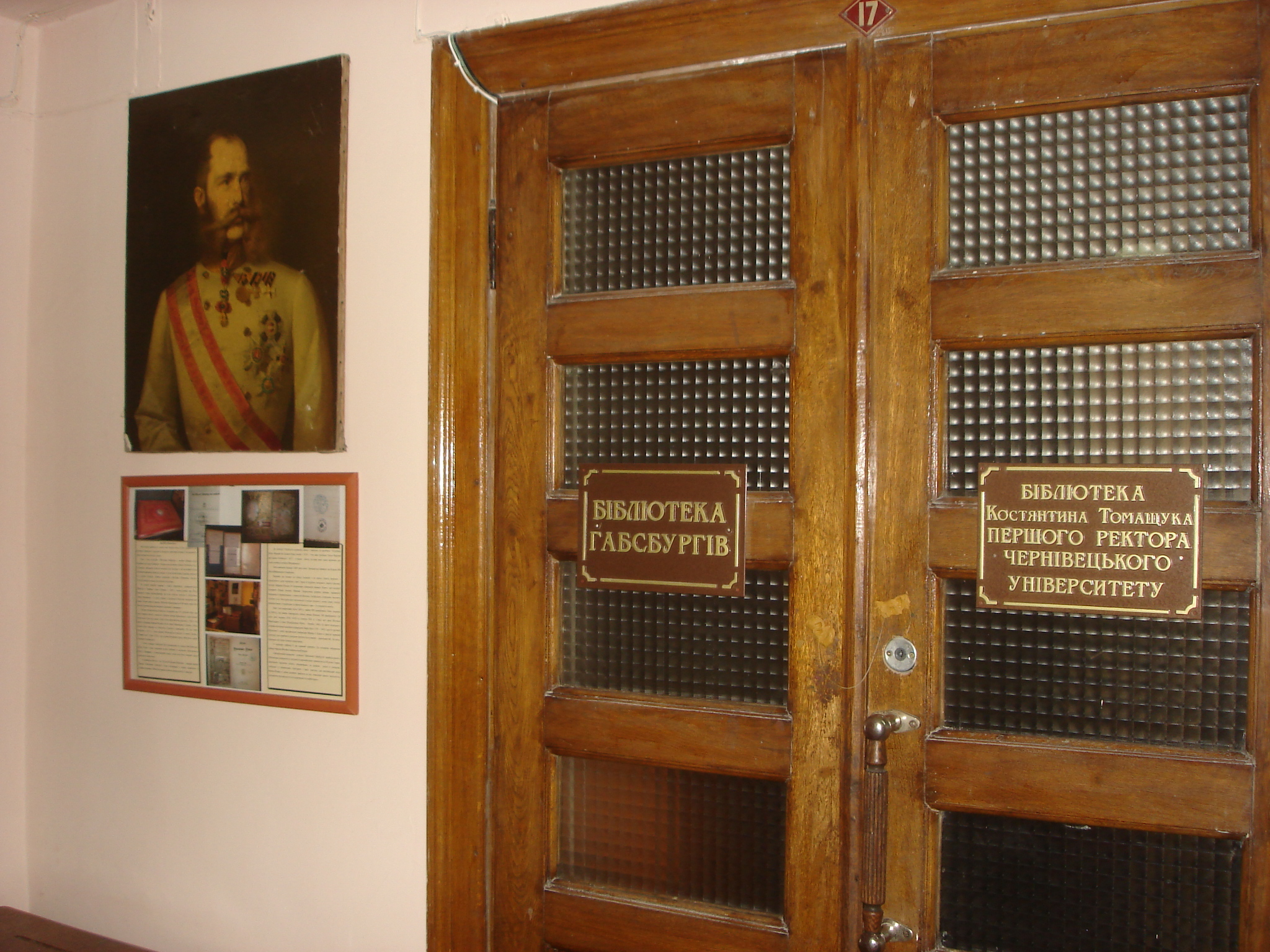

## Керівництво бібліотеки різних років

Протягом 153-х років керівництво бібліотекою здійснювали:
- 1861—1875 — Євсевій Попович.
- 1875—1903 — Карл Райфенкугель.
- 1903—1913 — Йоганн Полек.
- 1913—1919 — Франц Баумгакл.
- 1919—1923 — Нектарій Котлярчук.
- 1923—1930 — Константін Мандичевський.
- 1930—1940 — Єуджен Пеунел.
- 1940—1949 — М. П. Салтикова, О. М. Ільїна, М. П. Перлина.
- 1949—1952 — В. Р. Загуменний.
- 1952—1955 — М. Т. Плахтій.
- 1955—1956 — А. Д. Звєрєв.
- 1956—1965 — М. В. Ніколаєв.
- 1965—1985 — М. І. Дереворіз.
- 1985—2002 — А. Я. Волощук.
- 2002—2004 — І. В. Жалоба.
- 2005—2009 — О. І. Шилюк.
- з 2009 року — М. Б. Зушман.